# Centro Habitat Mediterraneo
Le Centro Habitat Mediterraneo (ou CHM) est une oasis naturelle de 20 hectares située dans le Municipio X de Rome à Ostie, qui fait partie de la réserve naturelle d'État du Littoral romain. 

## Histoire
L’oasis a été conçue en 1995 et ouverte en 2001 à l’initiative de la LIPU (Ligue italienne pour la protection des oiseaux) à Ostie, dans le but de s’opposer au projet d’un océanarium qui aurait endommagé l’embouchure du Tibre. Le Centre se trouve dans un lieu qui était une auparavant une vaste décharge à ciel ouvert.
Avec le Port Touristique de Rome, inauguré en 2001, il fait partie d'un projet de réaménagement de l'Idroscalie d'Ostie.  
Les 20 hectares de verdure, avec un bassin artificiel au centre, constituent un refuge et un lieu de nourriture pour diverses espèces d'animaux.
À l'intérieur de l'oasis se trouve le parc littéraire Pier Paolo Pasolini, marquant le lieu où il a été assassiné le 2 novembre 1975. 
En 2016, un bunker, probablement anti-aérien, datant de la Seconde Guerre mondiale, a été mis au jour.

## Faune
Héron pourpré, aigrette, héron, grand héron blanc, cygne muet, foulque, poule d'eau, héron de nuit, bergeronnette blanche, grèbes, bécasseaux, échasse blanche, faucon crécerelle, busard, crabier, nette rousse, sarcelle, canard souchet, marouette, grèbe huppé, butor, roitelet, martin-pêcheur, tadorne, râle d'eau, lusciniole, faisan, buse, bruant des roseaux, renard, ragondin, fauvette,.

## À voir
Le Centre Habitat Méditerranéen est composé de : 
- Le centre d'accueil Mario Pastore (dédié au journaliste et président de la LIPU), chargé de secourir les animaux sauvages blessés et d'accueillir les visiteurs en accueillant et organisant des manifestations culturelles ;
- Cinq cabanes photographiques, dont trois ouvertes toute l'année aux photographes et aux visiteurs, et deux réservées aux photographes professionnels ;
- Un bunker anti-aérien datant de la Seconde Guerre mondiale ;
- Le parc littéraire Pier Paolo Pasolini, où se trouve une sculpture de Mario Rosati, en mémoire de l'écrivain[3].